# Росоха (Лодзинське воєводство)
Росоха (пол. Rosocha) — село в Польщі, у гміні Бендкув Томашовського повіту Лодзинського воєводства.
Населення — 79 осіб (2011).
У 1975-1998 роках село належало до Пйотрковського воєводства.

## Демографія
Демографічна структура станом на 31 березня 2011 року:
|          | Загалом | Допрацездатний вік | Працездатний вік | Постпрацездатний вік |
| -------- | ------- | ------------------ | ---------------- | -------------------- |
| Чоловіки | 41      | 8                  | 31               | 2                    |
| Жінки    | 38      | 3                  | 21               | 14                   |
| Разом    | 79      | 11                 | 52               | 16                   |